# Artner Annamária
Artner Annamária (Budapest, 1961. június 18. –) magyar közgazdász. Az ATTAC magyarországi elnöke. A közgazdaságtudományok kandidátusa (1990).

## Életpályája
1979–1984 között a Marx Károly Közgazdaságtudományi Egyetem hallgatója volt. 1984-től a Magyar Tudományos Akadémia Világgazdasági Kutatóintézetében dolgozik. 1986-ban a turkui Svéd Egyetemen ösztöndíjas volt. 1987-ben a Warwicki Egyetemen tett tanulmányutat. 1990-től tudományos főmunkatárs. 1997-ben Dublinban tett tanulmányutat. 2005-től a Zsigmond Király Főiskola főiskolai tanára, 2016-tól habilitált főiskolai tanára. 2014-ben habilitált a Soproni Egyetemen. 2019-től az ELKH/HUN-REN KRTK Világgazdasági Intézet Globalizáció/Fejlődésgazdaságtani Kutatócsoportjának tudományos főmunkatársa. 2019-től a Milton Friedman Egyetem egyetemi tanára.

### Munkássága
Kutatási területe a mikroelektronikai fejlődés és fejlesztés, a dél-kelet-ázsiai országok gazdasági fejlődése és integrációja, a regionalizáció és globalizáció, transznacionális vállalatok, az adósságválság, a stabilizációs politika, az adósságmenedzsment, az Európai Unió kibővítése. Több mint 100 tanulmány és több mint 60 publikáció szerzője. Angolul, németül és oroszul beszél.

## Családja
Szülei Artner Tivadar (1929–1999) grafikus és Jenei Margit voltak. Testvére, Artner Margit (1954–) grafikus. 1986-ban házasságot kötött Juhász Jánossal. Három gyermekük született: András (1989), Balázs (1992) és Katalin Anikó (1999).

## Művei
- Működőtőke-áramlás és technológiatranszfer az elektronikai iparban (1989)
- Stabilizációs politikák világgazdasági tapasztalatai (1995)
- Országtanulmányok az EU-val kapcsolatban (1997)
- Modernizációs stratégiák az új világgazdasági helyzetben (2000)
- Hagyományos iparágak - hanyatló iparágak (2000)
- A perifériáról a centrumba? Írország gazdasági fejlődése az elmúlt évtizedekben (2000)
- Befektetésösztönzés és működőtőke-bevonás (2001)
- A szociális partnerek szerepe a szakképzésben (2001)
- Gazdasági versenyképesség a 21. században (2003)
- Globalizációkritika a világban (2003)
- A feldolgozóipar termelési technológiai színvonala és a versenyképesség (2005)
- Globalizáció alulnézetben. Elnyomott csoportok – lázadó mozgalmak (2006)
- Az európai jóléti modellek és fenntarthatóságuk (2011)
- Az EU foglalkoztatási és szociális helyzetének egyes kérdései (2011)
- Válság és válságkezelés Írországban (2012)
- Tőke, munka és válság a globalizáció korában (2014)